# Кабацкое
Кабацкое (фин. Kapakanmäki) — деревня в  Пениковском сельском поселении Ломоносовского района Ленинградской области.

## История
На «Топографической карте окрестностей Санкт-Петербурга» Военно-топографического депо Главного штаба 1817 года упомянута деревня Кабацкая, состоящая из 8 крестьянских дворов. Наряду с деревнями Латики, Кукушкина, Кишкелева, Колколы и Малая Сойкина, деревня Кабацкая являлась частью большой деревни Венки.
Деревня Кабацкая обозначена также на карте Санкт-Петербургской губернии Ф. Ф. Шуберта 1834 года.

КАБАЦКАЯ — деревня принадлежит государю великому князю Михаилу Павловичу, число жителей по ревизии: 21 м. п., 19 ж. п. (1838 год)

В пояснительном тексте к этнографической карте Санкт-Петербургской губернии П. И. Кёппена 1849 года она записана как деревня Kapakanmäki (Кабацкая) и указано количество её жителей на 1848 год: эвремейсов — 46 м. п., 44 ж. п., всего 90 человек, ижоры — 23 м. п., 17 ж. п., всего 40 человек. Ижоры относились к православному Петергофскому приходу, эвремейсы — к лютеранскому приходу Тюрё.
На карте профессора С. С. Куторги 1852 года деревня не упомянута.

КАБАЦКАЯ — деревня Ораниенбаумского дворцового правления, по просёлочной дороге, число дворов — 6, число душ — 20 м. п. (1856 год)

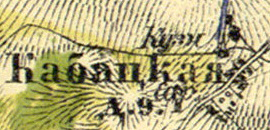
Деревня Кабацкое на карте 1860 года

Согласно «Топографической карте частей Санкт-Петербургской и Выборгской губерний» в 1860 году деревня называлась Кабацкая и состояла из 9 крестьянских дворов. В деревне была кузница.

КАБАЦКАЯ — деревня Ораниенбаумского дворцового ведомства при колодцах, число дворов — 9, число жителей: 26 м. п., 26 ж. п. (1862 год)

В 1885 году деревня называлась Кабацкое и насчитывала 9 дворов.
В конце XIX века деревня административно относилась к Ораниенбаумской волости 2-го стана Петергофского уезда Санкт-Петербургской губернии, в начале XX века — 3-го стана. По приходским данным население деревни было исключительно ижорским.
К 1913 году количество дворов в деревне увеличилось до 10.
Согласно данным переписи населения СССР 1926 года в деревне Кабацкое Венковского сельсовета Ораниенбаумской волости Троцкого уезда проживали 47 человек — все финны.
По данным 1933 года деревня Кабацкое входила в состав Венковского финского национального сельсовета Ораниенбаумского района.

Деревня Кабацкое на карте 1940 года

Согласно топографической карте РККА 1940 года деревня насчитывала 10 дворов.
По данным 1966, 1973 и 1990 годов деревня называлась Кабацкое и входила в состав Бронинского сельсовета.
В 1997 году в деревне Кабацкое Бронинской волости проживали 2 человека, в 2002 году — 6 человек (все русские).
В 2007 году в деревне Кабацкое Пениковского СП — 1 человек.

## География
Деревня расположена в северной части района на автодороге 41К-245 (Сойкино — Малая Ижора), к востоку от административного центра поселения.
Расстояние до административного центра поселения — 8 км.
Расстояние до ближайшей железнодорожной станции Ораниенбаум I — 3,5 км.

## Демография
| 1862 | 2002 | 2007 | 2010 | 2017 |
| ---- | ---- | ---- | ---- | ---- |
| 52   | ↘6   | ↘1   | ↗10  | ↗12  |

## Улицы
Благодатная, Весенняя, Жемчужная, Цветочный переулок, Центральная.